# Paris-Tours de 2020
A 114.ª edição da clássica ciclista Paris-Tours foi uma corrida na França que se celebrou a 11 de outubro de 2020 sobre um percurso de 213 quilómetros com início na cidade de Chartres e final na cidade de Tours.
A corrida fez parte do UCI ProSeries de 2020, calendário ciclístico mundial de segunda divisão, dentro da categoria UCI 1.pro e foi vencida pelo dinamarquês Casper Pedersen do Sunweb. Completaram o pódio, como segundo e terceiro classificado respectivamente, o francês Benoît Cosnefroy do AG2R La Mondiale e o neerlandês Joris Nieuwenhuis, colega de equipa do vencedor.

## Equipas participantes
Tomaram parte na corrida 22 equipas: 4 de categoria UCI WorldTeam convidados pela organização, 16 de categoria UCI ProTeam e 2 de categoria Continental. Formaram assim um pelotão de 147 ciclistas dos que acabaram 124. As equipas participantes foram:
| Equipes WorldTeam (4)- AG2R La Mondiale - Cofidis - Groupama-FDJ - Team Sunweb Equipes ProTeam (16)- Alpecin-Fenix - B&B Hotels-Vital Concept p/b KTM - Bingoal-Wallonie Bruxelles - Burgos-BH - Caja Rural-Seguros RGA - Circus-Wanty Gobert - Euskaltel-Euskadi - Gazprom-RusVelo - Nippo Delko One Provence - Rally Cycling - Riwal Securitas - Sport Vlaanderen-Baloise - Arkéa-Samsic - Team Novo Nordisk - Total Direct Énergie - Uno-X Pro Cycling Team Equipes Continentais (2)- Natura4Ever-Roubaix Lille Métropole - Saint Michel-Auber 93 |
| |

## Classificação final
- A classificação finalizou da seguinte forma:[3]

| \| Classificação geral \| Classificação geral \| Classificação geral \| Classificação geral \| Classificação geral \| \| Ciclista \| Ciclista \| Equipe \| Tempo \| \| \| ------------------- \| ------------------- \| ------------------- \| ------------------- \| ------------------- \| \| 1. \| Casper Pedersen \| Team Sunweb \| 4h51m44s \| \| \| 2. \| Benoît Cosnefroy \| AG2R La Mondiale \| + 0s \| \| \| 3. \| Joris Nieuwenhuis \| Team Sunweb \| + 30s \| \| \| 4. \| Valentin Madouas \| Groupama-FDJ \| + 30s \| \| \| 5. \| Warren Barguil \| Arkéa-Samsic \| + 30s \| \| \| 6. \| Petr Vakoč \| Alpecin-Fenix \| + 30s \| \| \| 7. \| Romain Bardet \| AG2R La Mondiale \| + 30s \| \| \| 8. \| August Jensen \| Riwal Securitas \| + 2m11s \| \| \| 9. \| Maurits Lammertink \| Circus-Wanty Gobert \| + 2m11s \| \| \| 10. \| Rudy Molard \| Groupama-FDJ \| + 2m11s \| \| |                    |                     |          |
| |                    |                     |          |
| Fonte: ProCyclingStats |                    |                     |          |
| Classificação geral |                    |                     |          |
| Ciclista | Ciclista           | Equipe              | Tempo    |
| 1. | Casper Pedersen    | Team Sunweb         | 4h51m44s |
| 2. | Benoît Cosnefroy   | AG2R La Mondiale    | + 0s     |
| 3. | Joris Nieuwenhuis  | Team Sunweb         | + 30s    |
| 4. | Valentin Madouas   | Groupama-FDJ        | + 30s    |
| 5. | Warren Barguil     | Arkéa-Samsic        | + 30s    |
| 6. | Petr Vakoč         | Alpecin-Fenix       | + 30s    |
| 7. | Romain Bardet      | AG2R La Mondiale    | + 30s    |
| 8. | August Jensen      | Riwal Securitas     | + 2m11s  |
| 9. | Maurits Lammertink | Circus-Wanty Gobert | + 2m11s  |
| 10. | Rudy Molard        | Groupama-FDJ        | + 2m11s  |

## UCI World Ranking
A Paris-Tours outorgou pontos para o UCI World Ranking para corredores das equipas nas categorias UCI WorldTeam, UCI ProTeam e Continental. As seguintes tabelas são o barómetro de pontuação e os 10 corredores que obtiveram mais pontos:
| Posição             | 1.º | 2.º | 3.º | 4.º | 5.º | 6.º | 7.º | 8.º | 9.º | 10.º | 11.º | 12.º | 13.º | 14.º | 15.º | 16.º-30.º | 31.º-40.º |
| Classificação geral | 200 | 150 | 125 | 100 | 85  | 70  | 60  | 50  | 40  | 35   | 30   | 25   | 20   | 15   | 10   | 5         | 3         |

| Classificação |                    |                     |       |
| Posição       | Ciclista           | Equipa              | Geral |
| ------------- | ------------------ | ------------------- | ----- |
| 1.º           | Casper Pedersen    | Sunweb              | 200   |
| 2.º           | Benoît Cosnefroy   | AG2R La Mondiale    | 150   |
| 3.º           | Joris Nieuwenhuis  | Sunweb              | 125   |
| 4.º           | Valentin Madouas   | Groupama-FDJ        | 100   |
| 5.º           | Warren Barguil     | Arkéa Samsic        | 85    |
| 6.º           | Petr Vakoč         | Alpecin-Fenix       | 70    |
| 7.º           | Romain Bardet      | AG2R La Mondiale    | 60    |
| 8.º           | August Jensen      | Riwal Securitas     | 50    |
| 9.º           | Maurits Lammertink | Circus-Wanty Gobert | 40    |
| 10.º          | Rudy Molard        | Groupama-FDJ        | 35    |